# Nightstar
Nightstar ou Estrela Noturna é uma personagem fictícia da DC Comics, é a filha de Estelar e Dick Grayson em um universo alternativo, o último dos quais foi o primeiro Robin e Asa Noturna mais tarde. Seu nome de super-herói é uma brincadeira com o de seus pais (Nightwing e Starfire), mas sua identidade civil é Mar'i Grayson.

## Origem
Nightstar aparece pela primeira vez no Reino do Amanhã #1 (Maio de 1996) quando ela é vista em uma batalha de rua com outros "heróis". A maioria dos supervilões do mundo foram eliminados para que a nova geração de heróis "lute simplesmente por lutar, sendo inimigos uns dos outros". Nightstar e outros estão lutando, causando destruição na vizinhança e atingindo inocentes no fogo cruzado. Eles só fazem uma pausa para deter uma catástrofe de grandes proporções no estado de Kansas, onde uma batalha semelhante levou à morte de um milhão de pessoas.
Superman, que tem estado em exílio auto-imposto, retorna para reformular a Liga da Justiça e restaurar a ordem. Entre seus recrutas está Nightstar e o terceiro Robin, Tim Drake, que na história adota a identidade de Red Robin.
Ela é vista em uma conversa com Avia, filha do Senhor Milagre e Grande Barda em um bar subterrâneo. Superman aparece e faz um discurso de recrutamento poderoso para a Liga da Justiça. Nightstar está impressionada, mas, ao contrário de Avia, ela não se alia ao Superman. Em vez disso, ela se alia ao Batman, que é seu avô adotivo, já que Dick Grayson (o primeiro Robin) foi adotado por Bruce Wayne. Da mesma forma, outros filhos de ex-membros da liga também se associam a ele, como os filhos do Ricardito, Aqualad, Flash e da Donna Troy.
Batman, que já não usa a capa de seu alter-ego de Bruce Wayne, formou uma aliança com a humanidade de Lexcorp, a fim de combater o que eles vêem como o poder arrogante da Liga da Justiça. Durante uma reunião entre seus grupos, Nightstar encontra Damian, filho de Batman, mas também herdeiro do inimigo do Cavaleiro das Trevas Ra's al Ghul. No momento em que eles se encontram, Nightstar e Damian tem uma atração indisfarçável um pelo outro.
Agenda real do Batman, porém, é para expor Luthor e seus planos para causar mais caos ao mundo. Assim como Luthor está prestes a desencadear esse caos, Batman e seus seguidores dominá-lo e seus associados - com a notável exceção de Damian, que mais tarde é visto braço-de-braço com Nightstar.
A Liga construiu uma prisão especial para manter super-humanos rebeldes, mas a prisão é violada e uma batalha all-out segue entre os prisioneiros e os jogadores da liga. Outsiders do Batman se juntar na luta, durante a qual Grayson é gravemente ferido por um inimigo chamado 666. Nightstar, que tem vindo a lutar contra o Lanterna Verde, pode ser visto ofegando em horror como isso acontece, grita em agonia enquanto ela embala ensanguentado de seu pai enfrentar, e em seguida, voa-lo para a segurança.
Mais tarde a Mansão Wayne é convertido em um hospital onde as vítimas da batalha são tratadas. Nightstar supervisiona uma reconciliação entre seu pai e seu avô.
Em Sociedade da Justiça da América (vol. 3) #22 (2009) revela que eventualmente se casaria com Damian Wayne, e teria uma filha e um filho.

### O Reino
No Hipertempo, a minissérie que serve como uma sequela de O Reino do Amanhã, seu nome é revelado para ser Mar'i. Mary é o nome de sua avó paterna, Mary Loyd Grayson. Ela também é mostrada como uma líder de sua geração, um Titã ativo que os outros buscam por inspiração e solução, um papel uma vez preenchido por seu pai Dick Grayson.
Durante a série e eventos relacionados, Nightstar torna-se parte de uma pequena super-equipe investigando distúrbios de realidade no planeta Krypton, um restaurante de propriedade de Gladiador Dourado. Isto conduz a uma batalha com Gog e a descoberta eventual do Hipertempo.
Em O Reino: Nightstar, é revelado que ela tem interesse em botânica, o medo da morte, e trabalha com segurança na estação espacial do verde do Lanterna Verde Alan Scott.

## Relações com outros heróis
Amigos incluir Olivia Queen (Canário Negro III, filha de Dinah Lance e Oliver Queen), Avia (filha do Senhor Milagre e Grande Barda), e Manotaur.
Ela também está envolvido romanticamente com Damian Wayne, filho de Bruce Wayne e Talia al Ghul. Seu pai desaprova essa relação. Sociedade da Justiça da América, vol.03, nº 22, mostra que Nightstar acabará por casar com Damian e ter uma filha e filho.